# Mieczysław Feret
Mieczysław Feret (ur. 14 października 1911, zm. 20 kwietnia 2001) – polski „Sprawiedliwy wśród Narodów Świata”.

## Życiorys
W trakcie II wojny światowej zaangażował się w pomoc Żydom. Zamieszkiwał wówczas w Pleszowie nieopodal Krakowa. Na początku 1944 r. spotkał Żyda, Henrego Marguliesa, który pracował dotychczas pod przybraną tożsamością w Krakowie. Gdy wzrosło zagrożenie wykryciem kim jest naprawdę, zaczął szukać ratunku, który znalazł właśnie u Fereta. Ten zaś zgodził się umieścić go w jego jednoizbowym mieszkaniu. Margulies wprowadził się do jego mieszkania i codziennie dojeżdżał rowerem do Krakowa do pracy. Mieczysław Feret nie wiedział wówczas jeszcze, że Henry tak naprawdę jest Żydem. Z czasem, gdy sąsiedzi zaczęli coś podejrzewać, Margules zdecydował się powiedzieć Feretowi prawdę. Ten zaś obiecał dochować tajemnicy. Pomagał w ukryciu przed Niemcami aż do samego końca, towarzysząc mu do miejscowości Opatkowice gdzie przebywali do stycznia 1945 roku, kiedy tereny te zostały zajęte przez Armię Czerwoną. 
Mieczysław Feret jest pochowany na Cmentarzu parafialnym w Mogile (Kraków) - sektorː D, rządː 1, nr grobuː 469. 
7 marca 1994 r. Instytut Jad Waszem uhonorował Mieczysława Fereta medalem „Sprawiedliwy wśród Narodów Świata”.